# Patrick Fugit
Patrick Raymond Fugit (Salt Lake City, 27 d'octubre de 1982), és un actor estatunidenc, conegut principalment per la seva actuació en el paper principal de la pel·lícula de Cameron Crowe, Gairebé famosos.

## Carrera
Va fer el seu debut com a actor en una producció de l'escola que s'ambientava en el setè grau (va representar el sabater a Les Dotze Princeses Ballarines). Posteriorment va iniciar la carrera com a actor i va tenir papers com a convidat en episodis de Terra promesa i Tocat per un Àngel (ambdues de la CBS) el 1998. Aquest mateix any va servir com un dinar per als insectes que passen fam en la pel·lícula de la Fox per a la televisió,Legió de Foc: Les formigues assassines. Va treballar a Més enllà de la praderia: La veritable història de Laura Ingalls Wilder (de la CBS), el 2000.
Fugit es va fer molt més conegut quan va ser elegit per al paper protagonista de la pel·lícula de Cameron Crow Gairebé famosos, representant un jove fan rocker, convertit en periodista. Més tard, va afirmar que el seu coneixement de la música rock de la dècada de 1970 era nul («En realitat vaig pensar que Led Zeppelin era una persona»). El rendiment de Fugit va ser àmpliament elogiat. Abans que la pel·lícula Gairebé famosos fos llançada, va fer una audició per al paper protagonista de la pel·lícula de Richard Kelly, Donnie Darko. El paper va ser finalment donat a Jake Gyllenhaal.
Després va representar a un geek, aspirant a artista, del còmic White Oleander i a un addicte a les drogues ingenu, en la comèdia d'indie obscur Spun. La seva següent pel·lícula, Saved!, presenta una mirada satírica a la dreta religiosa a l'escola secundària. El 2005 va ser co-protagonista a Els aficionats, una comèdia independent sobre una tranquil·la ciutat que es reuneix per fer una pel·lícula pornogràfica, i el 2007 va co-protagonitzar juntament amb Shannyn Sossamon Wristcutters: A Love Story.
Fugit va interpretar el paper d'un noi serp, Evra Von, a la pel·lícula Cirque du Freak: The Vampire's Assistant, llançada el 23 d'octubre del 2009. El novembre del 2010, es va afegir a l'adaptació de Cameron Crowe de Benjamin Pixi, Ens comprem un zoològic.

## Vida personal
Fugit va néixer a Salt Lake City, (Utah), fill de Jan, una professora de ball, i de Bruce Fugit, un enginyer electrònic. Té una germana més jove, Jocelyn, i un germà menor, Colin. Fugit va ser diagnosticat amb TDAH a l'escola secundària, la qual cosa el va portar a tenir problemes amb mestres i figures d'autoritat.
Ha estat skater d'ençà que tenia 15 anys. A la pel·lícula Saved!, se suposava que el personatge de Patrick originalment havia de ser un surfista, però quan van triar en Fugit pel paper, el personatge es va canviar a un skater per l'experiència que tenia en aquesta activitat.
Toca actualment en una banda anomenada Mushman amb l'actor David Fetzer. També està estudiant guitarra flamenca, que tocà amb el grup Cavedoll, a la cançó «Mayday».

## Filmografia
| Cinema     | Cinema                                   | Cinema             | Cinema                       |
| Any        | Pel·lícula                               | Rol                | Notes                        |
| ---------- | ---------------------------------------- | ------------------ | ---------------------------- |
| 2000       | Gairebé famosos (Almost Famous)          | William Miller     |                              |
| 2002       | Spun                                     | Frisbee            |                              |
| 2002       | La flor del mal (White Oleander)         | Paul Trout         |                              |
| 2004       | Saved!                                   | Patrick            |                              |
| 2004       | Dead Birds                               | Sam                |                              |
| 2005       | The Amateurs                             | Emmett             | Títol alternatiu: The Moguls |
| 2006       | Wristcutters: A Love Story               | Zia                |                              |
| 2006       | Bickford Shmeckler's Cool Ideas          | Bickford Shmeckler |                              |
| 2007       | The Good Life                            | Andrew             |                              |
| 2009       | Horsemen                                 | Cory               |                              |
| 2009       | Cirque du Freak: The Vampire's Assistant | Evra el noi serp   |                              |
| 2011       | Cinema Verite                            | Alan Raymond       |                              |
| 2011       | We Bought a Zoo                          | Robin Jones        |                              |
| Televisió  |                                          |                    |                              |
| Any        | Títol                                    | Rol                | Notes                        |
| 1997, 1998 | Touched by an Angel                      | Boy #1 Joey        |                              |
| 1998       | Legion of Fire: Killer Ants!             | Scott Blount       | telefilm                     |
| 1999       | Stray Dog                                | Duncan             | telefilm                     |
| 2001       | MADtv                                    | William Miller     | Episodi: 6.19                |
| 2003       | ER                                       | Sean Simmons       | 3 episodis                   |
| 2006       | House M.D.                               | Jack Walters       | Episodi: "Whac-A-Mole"       |